# ジワタネホ計画

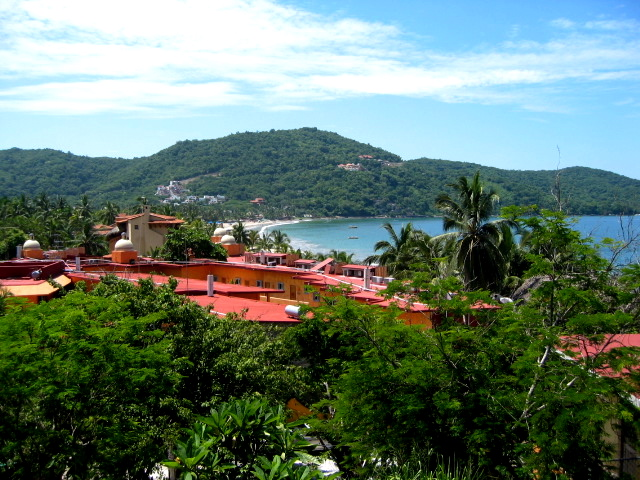
プラヤ・ラ・ロパは、この計画の拠点付近。

ジワタネホ計画 (Zihuatanejo Project) は、サイケデリック講習施設で、ティモシー・リアリーとリチャード・アルパートらによる非営利団体である内的自由のための国際連盟 (IFIF) の傘下のもと、1960年代のカウンターカルチャーの幕開け期に彼らによって作られた目的共同体である。この共同体はメキシコ国ゲレーロ州のジワタネホを拠点とし、1962年と1963年の夏にホテル・カタリナに滞在した。

## 背景
リアリーとアルパートは1960年にジワタネホの町を見つけた。1962年のマーシュ礼拝堂の実験の後、講習施設に適した場所だと判断した。 共同体のアイデアはオルダス・ハクスリーの小説『島』に影響を受けていた。

## 訓練プログラム
ジワタネホでのこの計画に参加することを望んで数千人の人々が申し込んだ。
殺到する応募者から少数の人々が選ばれた。費用は、食べ物や閑静なビーチの近くのバンガローでの宿泊が含まれて、1人1か月200ドルかかった。漁師は浜から新鮮な魚を提供した。1962年の初の講習会では、リアリーと35人の招待客が1か月の間ホテル・カタリナを借り、LSDセッションの指南書である『チベット死者の書サイケデリック・バージョン』の独自版を用いた。ラルフ・メツナーとリチャード・アルパートが人々の管理を手伝った。 集団LSDセッションは朝から始まり、参加者によって100から500マイクログラムの量で液体のLSDを摂取した。その体験はいつも夕方まで続いた。

## 閉鎖
メキシコのメディアが「LSDの楽園」について報道し始めると、入国管理局はこの計画に密かに警告してきた。1963年の夏、6週間後に（5月1日から6月16日）メキシコ当局は共同体を閉鎖した。当局はジワタネホからこれらの人々を追い出し、チャーターしたダグラス DC-3に搭乗させメキシコシティへと送った。
ドミニカ国やアンティグア島に講習施設を移動させる試みも幾度も失敗した。1963年8月には、裕福な支援者の助けを借り、リアリーらはニューヨーク州ミルブルックへと移動し、1968年までそこに滞在した。

## メディア
リアリーは1966年に発売された絶版の『ターン・オン、チューン・イン、ドロップ・アウト―ティモシー・リアリー博士がLSDについて語る』(Turn On, Tune In, Drop Out: Timothy Leary Ph.D. speaks on L.S.D.) にて珍しいこの計画について大々的に語っている。

## さらに読む
- Downing, Joseph J. 1964. "Zihuatanejo: An Experiment in Transpersonative Living." In Richard Blum: Utopiates: The Use and Users of LSD-25, 142-77. New York: Atherton Press. ISBN 0202363244.
- Fisher, Gary. 2005. "Treating the Untreatable." In  Roger Walsh and Charles S. Grob: Higher Wisdom: Eminent Elders Explore the Continuing Impact of Psychedelics, 103-17. Albany: State University of New York Press.  ISBN 1423747720.
- "No Illusions". Newsweek. June 10, 1963.
- Stevens, Jay. 1998, Storming Heaven: LSD and the American Dream, Grove Press, ISBN 0-8021-3587-0 .